# Mau Maus

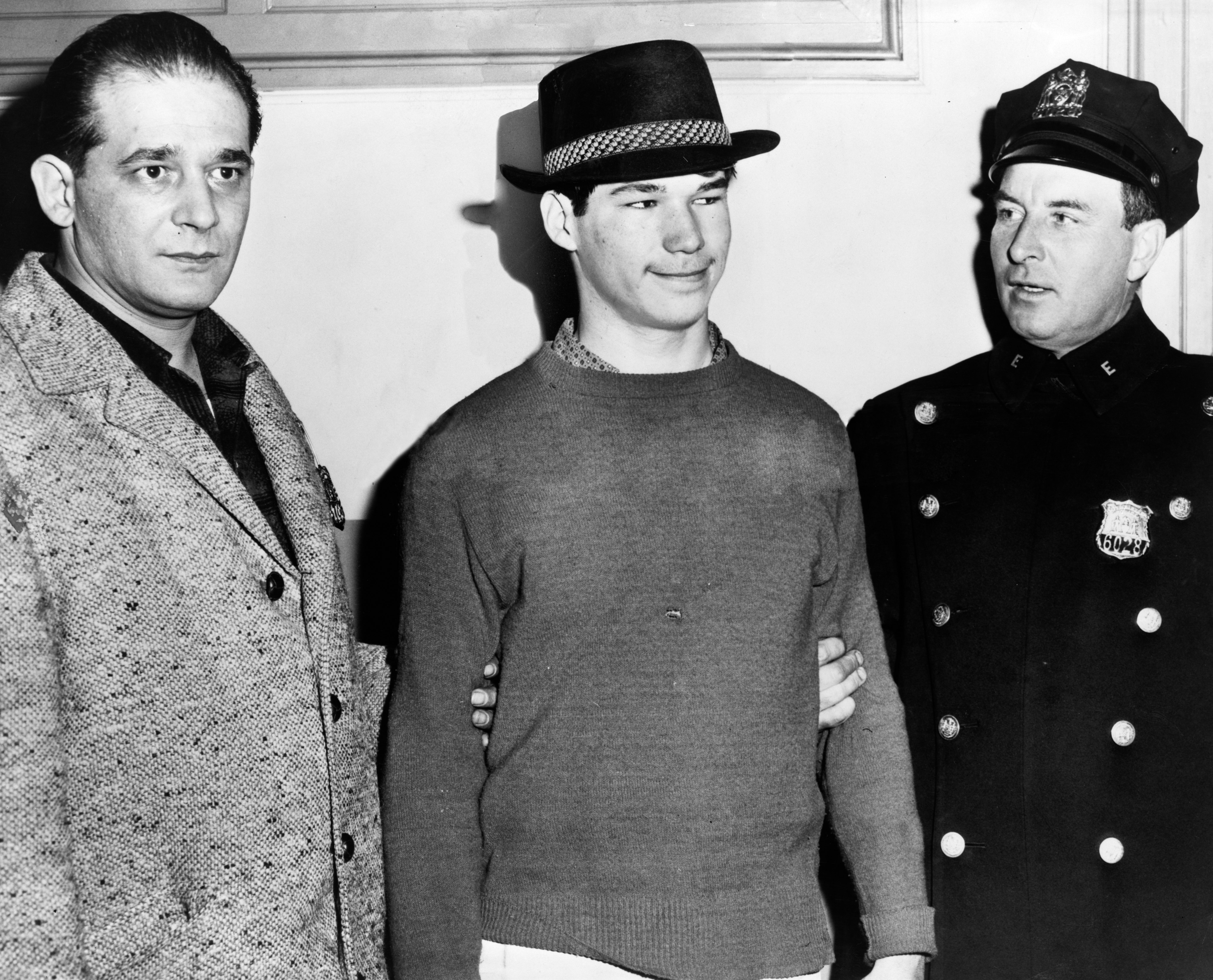
Carl Cintron na zijn arrestatie

De Mau Maus was in de jaren vijftig een beruchte bende in New York en hun leider was Nicky Cruz, die later bekend zou staan als een evangelist. De bende bestond vooral uit kansarme Puerto Ricaanse jongeren die een moeilijke jeugd hadden. Ze verkochten heroïne. Ze waren vaak in oorlog met andere straatbendes als The Bishops, de Garfield Boys, de Vampires, de Phantom Lords, de Viceroys en de South Brooklyn Boys.
In 1958 viel de bende uit elkaar nadat ze waren uitgenodigd door de beroemde evangelist en predikant David Wilkerson die de jongens vroeg om geld in te zamelen. Aanvankelijk wilden de Mau Maus er met het geld vandoor gaan, maar Cruz bedacht zich en ook de anderen. Ze bekeerden zich tot het christendom.